# Massacro di Thalit
Il massacro di Thalit avvenne nell'omonimo villaggio, presso Wilaya di Médéa vicino a Ksar el Boukhari, situato a circa 70 chilometri da Algeri, nei giorni del 3 e 4 aprile 1997 nel pieno della guerra civile algerina.
Cinquantadue dei 53 abitanti del villaggio furono massacrati e sgozzati, le case vennero bruciate successivamente. L'attacco fu attribuito a guerriglieri islamisti affiliati al Gruppo Islamico Armato.